# Pseudolepicolea grolleana
Pseudolepicolea grolleana là một loài rêu tản trong họ Pseudolepicoleaceae. Loài này được (R.M. Schust.) Grolle miêu tả khoa học lần đầu tiên năm 1984.